# Eric Leroy Adams
Eric Leroy Adams (New York, 1º settembre 1960) è un ex poliziotto e politico statunitense, sindaco di New York dal 1º gennaio 2022 (il secondo di origini afroamericane nella storia della città dopo David Dinkins).
Precedentemente è stato ufficiale nella polizia dei trasporti di New York e poi nel dipartimento di polizia di New York per oltre due decenni, congedandosi nel 2006 con il grado di capitano. Ha ricoperto il ruolo di senatore dello stato di New York dal 2006 al 2013. Nel novembre 2013 è stato eletto presidente del distretto di Brooklyn, venendo rieletto nel novembre 2017.
Il 17 novembre 2020 ha annunciato la sua candidatura alla carica di sindaco di New York. Il 6 luglio 2021 ha vinto le primarie come candidato sindaco per il Partito Democratico, mentre alle successive elezioni del 2 novembre ha sfidato il repubblicano Curtis Sliwa, vincendo con largo margine.

## Biografia
Adams è nato il 1º settembre 1960 a Brownsville, quartiere a est di Brooklyn, quarto di sei figli. Sua madre era una donna delle pulizie che aveva lasciato la scuola in terza elementare, mentre suo padre era un macellaio con problemi di alcolismo. Entrambi i genitori erano afroamericani trasferitisi a New York dall'Alabama negli anni cinquanta.
Il giovane Adams crebbe a Bushwick, in una casa popolare infestata dai ratti, ma nel 1968 i risparmi della madre riuscirono a far trasferire la famiglia in una nuova abitazione a South Jamaica, nel Queens. A 14 anni entrò a far parte di una gang di strada, i 7-Crowns, venendo incaricato di portare la spesa e fare alcune commissioni per una prostituta di nome Micki. Dopo che questa si era rifiutata di pagarlo, Adams e suo fratello le rubarono il televisore e un vaglia, venendo più tardi arrestati per violazione di domicilio. Mentre erano sotto la custodia della polizia, i due fratelli furono brutalmente picchiati fin quando non intervenne un poliziotto nero a fermare i colleghi. Per alcuni giorni Adams fu rinchiuso in un centro di detenzione minorile, prima di essere fatto uscire in libertà vigilata.
Adams ha dichiarato di aver sofferto di disturbo da stress post-traumatico dopo le violenze, aggiungendo che l'episodio lo motivò ad entrare nelle forze dell'ordine. A convincerlo definitivamente a entrare nella polizia fu un pastore locale, che gli suggerì di riformare il NYPD dall'interno.
Si è diplomato alla Bayside High School nel Queens nel 1978, iniziando a frequentare il college mentre lavorava come meccanico e addetto allo smistamento della posta presso l'ufficio del procuratore distrettuale di Brooklyn. Ha quindi conseguito un associate degree dal New York City College of Technology, un B.A. dal John Jay College of Criminal Justice, e un M.P.A. dal Marist College.

### Carriera nella polizia
Adams ha prestato servizio come ufficiale presso la New York City Transit Police e il New York City Police Department (NYPD) per 22 anni. Ha descritto il suo desiderio di servire come una reazione agli abusi subiti dalla NYPD durante la sua giovinezza, aggiungendo che era stato incoraggiato ad entrare per guidare una riforma dall'interno. Ha frequentato la New York City Police Academy, diplomandosi al secondo posto della sua classe nel 1984.
Adams ha iniziato la sua carriera nella New York City Transit Police e ha continuato a operare nella NYPD in seguito alla fusione con la NYPD. Ha lavorato nel 6° Distretto a Greenwich Village, nel 94° Distretto a Greenpoint e nel 88° Distretto, che copre Fort Greene e Clinton Hill. Nel 1986, alcuni agenti bianchi hanno puntato le loro armi contro Adams mentre era in servizio sotto copertura, confondendolo con un sospetto. Negli anni '90, Adams ha ricoperto il ruolo di presidente del Grand Council of Guardians, un'associazione di pattugliatori afro-americani.

### Carriera politica
Negli anni novanta, mentre era ancora in servizio presso la polizia, Adams iniziò a contemplare una carriera politica con l'obiettivo finale di diventare sindaco di New York. L'allora consigliere di David Dinkins, William Lynch Jr., consigliò ad Adams di conseguire prima una laurea, salire nei ranghi della polizia e farsi eleggere a una carica politica inferiore.
Durante le elezioni cittadine del 1993, Adams, che era un sostenitore del sindaco in carica David Dinkins, fece un'affermazione apertamente razzista nei riguardi di un esponente del team avversario, il portoricano Herman Badillo, dicendo che avrebbe dovuto sposare una donna ispanica e non una ebrea se avesse avuto realmente a cuore la sua comunità di origine. Le affermazioni razziste di Adams provocarono molte polemiche contro lo schieramento di Dinkins, che alla fine perse le elezioni, venendo travolto dai repubblicani guidati da Giuliani.
Nel 1994 Adams si candidò alle primarie democratiche per un seggio al Congresso contro il deputato uscente Major Owens, ma non riuscì a ricevere le firme necessarie per accedere al ballottaggio.

#### Senatore dello Stato di New York
Nel 2006 fu eletto al Senato dello Stato di New York, venendo riconfermato per quattro mandati fino al 2013, quando fu scelto come presidente del distretto di Brooklyn con la percentuale record del 90,8% dei voti. Venne rieletto nel 2017 con l'83% delle preferenze.

#### Presidente del distretto di Brooklyn
Il 5 novembre 2013, Adams è stato eletto Presidente del distretto di Brooklyn con il 90,8% dei voti, più di qualsiasi altro candidato a presidente di borough a New York City quell'anno. Nel 2017, è stato rieletto con l'83,0% dei voti. In entrambe le sue campagne, non ha avuto oppositori nelle primarie democratiche.

#### Sindaco di New York
Il 17 novembre 2020, Adams ha annunciato la sua candidatura a sindaco di New York nelle elezioni municipali dell'anno successivo. Presentatosi come un democratico moderato, la sua campagna elettorale si è concentrata sul contrasto al crimine e sulla pubblica sicurezza, contestando il movimento "defund the police" e dicendosi invece a favore di una riforma della polizia.
Il 6 luglio è stato dichiarato il vincitore delle primarie democratiche, davanti a Kathryn Garcia e Maya Wiley. Ha quindi affrontato il repubblicano Curtis Sliwa alle elezioni generali del 2 novembre, prevalendo con il 67,4% dei voti.
Ad agosto 2021, Adams ha nominato Sheena Wright, CEO di United Way of New York City, come presidente del suo team di transizione. A novembre, ha aggiunto nove co-presidenti, tra cui il Cancelliere della CUNY Félix Matos Rodríguez, il Presidente di SEIU 32BJ Kyle Bragg, il CFO di Goldman Sachs Stephen Scherr, la Presidente e CEO della YMCA di Greater New York Sharon Greenberger, il CEO di Infor Charles Phillips e il Presidente della Ford Foundation Darren Walker.
Dopo essere stato eletto, Adams ha riconfermato il suo impegno a ripristinare un'unità di polizia in borghese per affrontare la violenza armata. Alcuni attivisti di Black Lives Matter hanno criticato l'iniziativa, ma Adams ha definito il comportamento "esibizionismo".
Il 4 novembre 2021, Adams ha twittato che avrebbe preso i suoi primi tre stipendi come sindaco in bitcoin e che New York City sarebbe diventata "il centro dell'industria delle criptovalute e di altre industrie innovative in rapida crescita".
Adams ha annunciato che avrebbe ripristinato il programma scolastico per studenti "dotati e talentuosi", migliorato i rapporti con lo Stato di New York, rivisto le tasse sulla proprietà e ridotto i bilanci delle agenzie dal 3% al 5%.
Il 2 dicembre 2021, Adams ha fatto un viaggio in Ghana, visitando il Castello di Elmina.
Il 15 ottobre 2024, Adams ha nominato Chauncey Parker come nuovo Vice Sindaco per la Sicurezza Pubblica.

## Controversie legali
- Il 25 settembre 2024 Adams è stato rinviato a giudizio da un Grand jury federale con le accuse di corruzione, frode e raccolta illegale di fondi elettorali da fonti estere. I reati contestati, risalenti al periodo in cui Adams era presidente del distretto di Brooklyn, si riferivano a presunti regali e viaggi di lusso offerti da funzionari governativi e imprenditori legati alla Turchia. Tra le accuse figurava anche l’aver esercitato pressioni sui vigili del fuoco di New York per accelerare l’apertura del nuovo consolato turco a Midtown Manhattan senza un'ispezione preliminare[30]. Tutte le accuse sono state tuttavia archiviate "con pregiudizio" (ossia senza possibilità di appello) dal giudice federale Dale Ho il 2 aprile 2025[31].

- Il 22 novembre 2023, una donna della Florida ha intentato una causa per violenza sessuale contro Adams.[32] La denuncia è stata presentata poco prima della scadenza dell'Adult Survivor Act, una legge promulgata dallo Stato di New York che consentiva di denunciare abusi sessuali entro il 24 novembre 2023 indipendentemente da quando si fossero verificati i fatti, quindi anche a decenni di distanza.[33] La donna che lo ha querelato chiede cinque milioni di dollari di risarcimento.[32]

## Vita privata
Adams ha un figlio, Jordan, avuto dall'allora compagna Chrisena Coleman, con la quale non si è mai sposato. Ha poi stabilito una relazione con Tracey Collins, funzionaria del Dipartimento dell'Istruzione della città di New York.
Nel 2016 è diventato vegano dopo che gli era stato diagnosticato un diabete di tipo 2.

## Pubblicazioni
- Healthy at Last: A Plant-Based Approach to Preventing and Reversing Diabetes and Other Chronic Illnesses, Hay House, 2020, ISBN 978-1401960568.[35]